# كلير رافائيل ريس
كلير رافائيل ريس (بالإنجليزية: Claire Raphael Reis)‏ هي معلمة موسيقى أمريكية، ولدت في 4 أغسطس 1888، وتوفيت في 11 أبريل 1978.